# Années 1600
Les années 1600 couvrent la période de 1600 à 1609.

## Événements
- Vers 1600 : création de royaumes satellites au Lunda (Angola) ; les États Bangala, Cokwe, Luena et Lunda méridionaux[1].
- 1600-1620 : apogée du royaume Kuba dans la région de Kasaï au Congo sous le règne de Shamba Bolongongo ; il introduit le tabac, la fabrication de tissus appelés « velours du kasaï » et la sculpture sur bois. Il fait sculpter son portrait en bois et interdit les couteaux de jet[2].
- 1600 :  victoire du shogunat de Tokugawa Ieyasu à la bataille de Sekigahara au Japon[3].
- Août 1601- août 1604 : Arjan Mal, chef religieux des Sikhs (1581-1606), compose l’Adi Grantha, livre sacré des Sikhs[4].
- 1602 : fondation de la compagnie néerlandaise des Indes orientales[5].
- 1602-1603 : le gouverneur de l’Angola João Rodrigues Coutinho est chargé de mettre exploitation les mines d’argent de Cambambe et de fournir plus de 4000 esclaves par an aux colonies d’Amérique. Après sa mort par la malaria, son successeur Manuel Cerveira Pereira relance l'expédition, prend Cambambe vers 1603 et découvre que les mines d’argent n’existent pas. Il signe un traité avec le ngola  et relance le commerce avec le Ndongo[6]. Au début du XVIIe siècle, le port de Saint-Paul de Loanda se développe avec la traite des esclaves.
- 1603 :
  - début de l’Époque d’Edo au Japon du nom de la capitale d’Ieyasu Tokugawa (fin en 1867)[7].
  - premiers efforts français de colonisation en Acadie par Champlain[8].
- Vers 1603-1604, mission jésuite en Inde : début de la construction de la première église catholique, à Āgrā, sous l'égide du père jésuite Jérôme Xavier[9].
- 1603–1612 : deuxième guerre turco–séfévide[10].
- 1605 : première mention du tabac en Inde[11].
- 1606 : Willem Janszoon aborde en Australie[12].
- 1606–1614 : politique tolérante à l'égard des chrétiens (Kirishitan) au Japon, dans le but de favoriser les échanges commerciaux, jusqu'en 1614. En 1606, le jésuite espagnol Luis de Cerqueira obtient une audience avec le shogun retiré Ieyasu Tokugawa. Le vice-provincial jésuite Francisco Pasio (1554-1612) et le dominicain Francisco Morales (1567-1622) sont également présentés à Ieyasu et à son fils Hidetada, respectivement en 1607 et 1608. En 1606, Ieyasu accorde au Franciscains la permission de construire une église à Uraga[13].
- 1607 : création de la colonie de Virginie[14].
- 1608 : fondation de Québec[15].

### Europe
- 1598-1613 : temps des troubles en Russie[16].
- 1600 : bataille de Nieuport. Échec d’une expédition des Provinces-Unies dans le Comté de Flandre[17].
- À partir de 1600 : Jacques VI d'Écosse ressaisit le droit de nommer les évêques : sa politique religieuse tend vers l’établissement d’une Église épiscopalienne de type anglican, opposée au catholicisme et au presbytérianisme calviniste[18].
- 1601-1602 : siège de Kinsale[17].
- 1601-1603 : famine en Russie[19].
- 1601-1604 : siège d'Ostende[17].
- 1602 : l’Escalade. Échec d’une attaque savoyarde contre Genève[20].
- 1603 : 
  - fin de la Guerre de neuf ans en Irlande[21].
  - Union des Couronnes[21]. Début de l'Ère jacobéenne en Angleterre (1603-1625).
  - fondation à Rome de la première société savante du monde, l'Accademia dei Lincei (Académie des Lyncéens)[22].
- 1604 : le traité de Londres met fin à la guerre anglo-espagnole[17].
- 1604-1605 : pardon pontifical aux Juifs convertis ; début d'une forte émigration des nouveaux chrétiens portugais vers l'Espagne, la France et les Pays-Bas vers 1604-1610[23].
- 1605-1618 : guerre polono-russe[24].
- 1605 : 
  - conspiration des poudres en Angleterre[25].
  - le Catéchisme de Rakow est édité par les sociniens en Pologne (Église antitrinitaire)[26].
- 1606 : la paix de Zsitvatorok met fin à la Longue Guerre de Hongrie[27].
- 1606-1610 : introduction du thé en Europe depuis le port d'Amsterdam[28].
- 1607-1609 : fuite des comtes en Irlande et début de la Plantation de l'Ulster[29] ; les terres sont confisquées aux catholiques et données aux colons protestants.
- 1608 : Union protestante à la suite de l'incident de Donauwörth[30].
- 1608-1609 : invention de la lunette d'approche par Hans Lippershey en Hollande (1608), perfectionné par Galilée pour des usages astronomiques (1609)[31].
- 1608-1612 : guerre des frères entre Mathias et Rodolphe de Habsbourg[32].
- 1609 : 
  - trêve de douze ans dans la guerre de Quatre-Vingts Ans entre l’Espagne et les Provinces-Unies[17].
  - expulsion des morisques d'Espagne[33].

## Personnages significatifs
- Dif Fouad
- Akbar
- Le Caravage
- Samuel de Champlain
- Faux Dimitri
- Second faux Dimitri
- Boris Godounov
- Tokugawa Hidetada
- Henry Hudson ⋅
- Tokugawa Ieyasu
- Jahângîr
- Jacques Ier d'Angleterre
- Johan van Oldenbarnevelt
- Maurice de Nassau
- Matthias Ier du Saint-Empire
- Paul V
- Philippe III d'Espagne
- Matteo Ricci
- Fédor Romanov
- Sigismond III de Pologne
- Susneyos d'Éthiopie
- Vassili IV Chouiski